# Sudán (región)

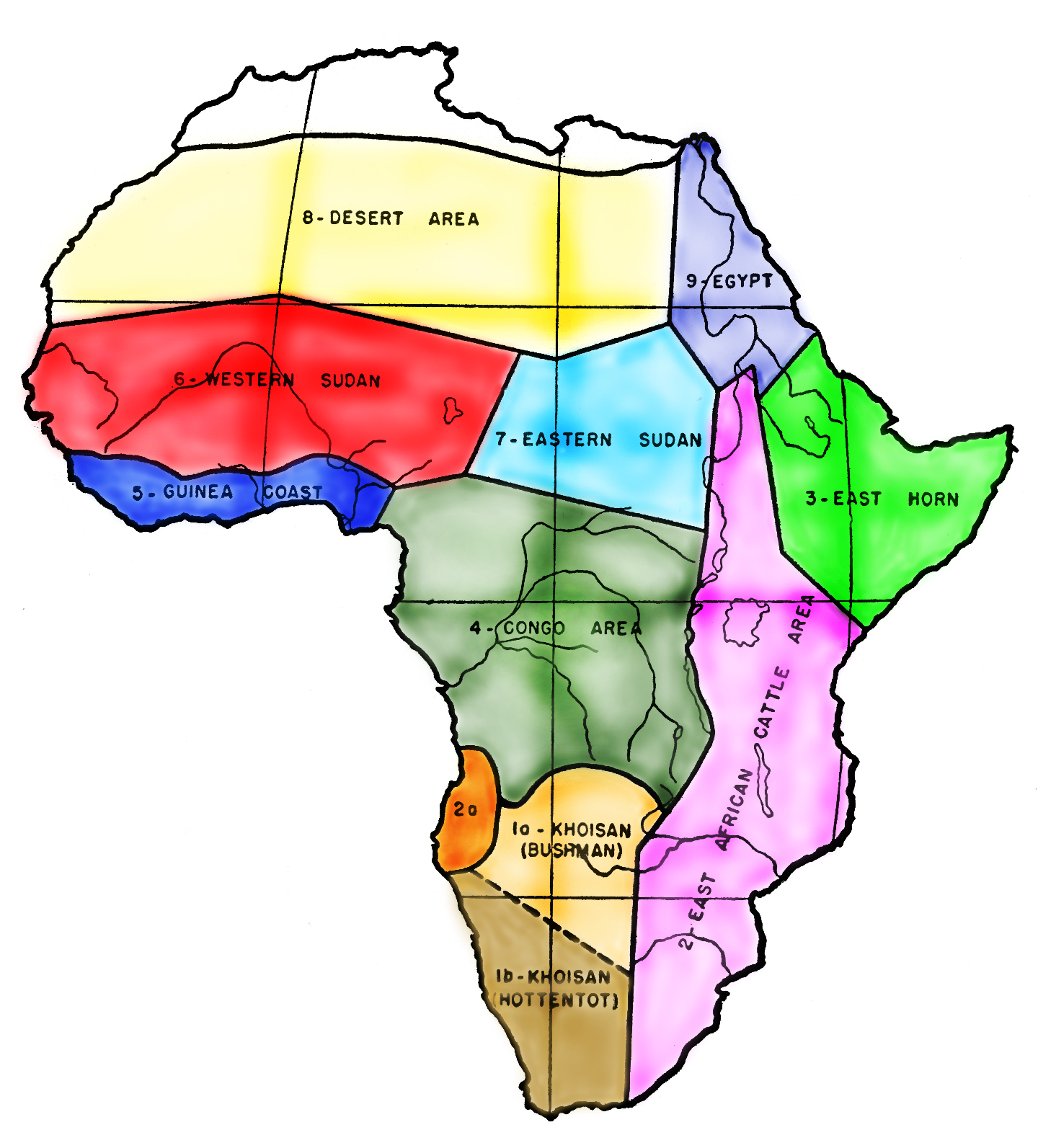
Mapa señalando las regiones del Sudán occidental (en rojo) y Sudán oriental (en celeste).

La región del Sudán es un área geográfica situada entre el desierto del Sahara y la selva ecuatorial africana, y se extiende desde las costas del océano Atlántico hasta las montañas del macizo etíope y el mar Rojo. Sin embargo el uso actual del término hace referencia mayormente al país Sudán y a Sudán del Sur. Etimológicamente proviene del árabe bilād as-sūdān (بلاد السودان) que significa "país de los negros". Algunos europeos de la época colonial llamaron a la región Negroland o Nigritia, aunque con variaciones en los límites.

## Biogeografía
A su vez puede dividirse razonablemente en dos ecorregiones:
- El Sahel, al norte y limitando con el Sahara, es una región de praderas semiáridas y sabanas de acacias.
- La Sabana sudanesa, al sur y limitando con la selva, es una sabana tropical.

## Demografía
Como su nombre indica, la región sudanesa marca la frontera étnica entre los pueblos afroasiáticos (árabes, bereberes, tuaregs) del norte de África y los pueblos negros de África occidental y central. Más de 200 grupos étnicos habitan la región, el principal es el fulani y bambara de Malí, los hausas de Níger, los saras de Chad, y los dinka de Sudán del Sur. La región es hogar de más de 60 millones de personas. Aunque dividida en varios países, los pueblos de la región del Sudán comparten similares estilos de vida dictados por la geografía de la región. La economía es en gran parte pastoral, mientras que el sorgo y el arroz se cultivan hacia el sur. La región fue gobernada en tiempos de la colonia por los franceses, como parte de su imperio colonial africano, pero los países de la región alcanzaron su independencia en la segunda mitad del siglo XX.